# Глазырин, Михаил Матвеевич
Михаи́л Матве́евич Глазы́рин (9 ноября 1935, Шои, Кичминский район, Кировский край, РСФСР, СССР — 4 августа 2014, Йошкар-Ола, Марий Эл, Россия) — советский и российский государственный и административный деятель. Первый заместитель Председателя Совета Министров Марийской АССР (1983—1990). Заслуженный строитель Марийской АССР (1980). Член КПСС.

## Биография
Родился 9 ноября 1935 года в деревне Шои ныне Советского района Кировской области.
В 1959 году окончил Казанский инженерно-строительный институт. В  1968—1976 годах — главный инженер Марстройтреста, в 1979—1983 годах  — управляющий трестом «Маригражданстрой».
В 1983—1990 годах был первым заместителем Председателя Совета Министров Марийской АССР. В эти же годы избирался депутатом Верховного Совета Марийской АССР X и XI созыва. 
Его многолетняя и плодотворная общественно-политическая и административная деятельность отмечена орденами Трудового Красного Знамени, «Знак Почёта» (дважды), медалями, а также почётными грамотами Президиумов Верховных Советов РСФСР и Марийской АССР (дважды). В 1980 году присвоено почётное звание «Заслуженный строитель Марийской АССР».
Скончался 4 августа 2014 года в Йошкар-Оле. 

## Звания и награды
- Заслуженный строитель Марийской АССР (1980)[1]
- Орден Трудового Красного Знамени (1986)[1]
- Орден «Знак Почёта» (1971, 1976)[1]
- Медаль «За доблестный труд. В ознаменование 100-летия со дня рождения Владимира Ильича Ленина»
- Почётная грамота Президиума Верховного Совета РСФСР (1985)[1]
- Почётная грамота Президиума Верховного Совета Марийской АССР (1980, 1985)[1]